# Jarbidge

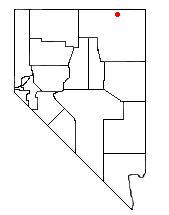
Jarbidge

Jarbidge – miasto w Stanach Zjednoczonych, w Nevadzie, w hrabstwie Elko. Znajduje się na granicy Jarbidge Wilderness, kilka mil na południe od granicy z Idaho. Ze względu na dużą odległość od innych miejscowości w Nevadzie, najłatwiej dojechać od miasta Rogerson w hrabstwie Twin Falls sąsiedniego stanu.
W 1909 roku odkryto w tych okolicach złoto. Jarbidge było jednym z ostatnich złotych miast na Dzikim Zachodzie. W roku 1911, liczba mieszkańców osiągnęła 1200. Szybko jednak rozpoczął się powolny upadek. Spadek zapotrzebowania na złoto zmniejszył populację do 20 osób. Mieszkańcy utrzymują się z obsługi turystów chcących zobaczyć prawdziwy Dziki Zachód.
Nazwa „Jarbidge” pochodzi od słowa „Jahabich” – „diabeł” w języku Indian Nez Percé. Nazywali tak pobliskie góry.